# Katy Perry: The Prismatic World Tour
Katy Perry: The Prismatic World Tour fue un especial televisivo de la tercera gira musical de la cantautora estadounidense Katy Perry, The Prismatic World Tour, en apoyo a su cuarto álbum de estudio Prism, de 2013. Estrenada mundialmente el 28 de marzo de 2015 a través del canal Epix como parte del Epix Free Preview Weekend. A diferencia de la Katy Perry: Part Of Me (2012) que tomó un giro más autobiográfico, la Katy Perry: The Prismatic World Tour específicamente capturó dos espectáculos en vivo realizados en Sídney, Australia en diciembre de 2014 durante la tercera etapa de la The Prismatic World Tour. Fernanda García se encargó de la dirección; mientras que la dirección artística corrió bajo Ignacio Villacura. De acuerdo con su sinopsis, es una «explosión sensorial de teatralidad alucinante y pegadizas canciones pop... ofrece a los fanáticos una producción visualmente deslumbrante que captura su lado amante a la diversión y el atractivo artístico».

## Antecedentes y desarrollo
A finales de 2013, Perry anunció su tercera gira musical The Prismatic World Tour con la cual está promocionando su cuarto álbum de estudio Prism, de 2013. La artista comenzó la serie de espectáculos a inicios de mayo de 2014 en el Reino Unido, posteriormente se trasladó a Norteamérica, Oceanía y Europa, asimismo anunció conciertos en Asia y Sudamérica. En sus primeras etapa contó con buena recepción crítica y comercial. A mediados de febrero de 2015, se dio a conocer que un especial televisivo de la gira sería emitido a través del canal Epix, en una entrevista comentó que es «muy diferente a su última película». «Quería hacer algo diferente que la última [gira], porque la anterior tenía un relato real de principio a fin. Quería crear mundos diferentes. No narrativo. Solo mostrar las fortalezas y los diferentes peinados». Por otra parte, sostuvo: «Estoy muy orgullosa de ella [la gira], y es un espectáculo increíble lleno de un montón de canciones a la que la gente está familiarizada, porque siempre sé que [es] siempre muy importante cuando se va de gira [a] cantar las canciones que las personas han hecho memorables. He creado como siete diferentes mundos. Hay tantos trajes y cosas que ver y remezclas maravillosas [que escuchar].». Durante el estreno de la película, en el salón de espera del Ace Hotel Downtown Los Angeles en Los Ángeles, su puso en exhibición seis pelucas y siete trajes diferentes de utilizados en la gira musical. La galería incluyó un vestido confeccionado por Roberto Cavalli, el cual está cableado con luces de neón y un traje con temática de fuegos artificiales por Todd Thomas. Para finales de octubre de 2015 se lanzó el DVD Katy Perry: The Prismatic World Tour Live.

## Emisión
El estreno mundial de la película para televisión se llevó a cabo el 28 de marzo de 2015 a través del canal Epix y todas sus plataformas, incluyendo al aire, en línea, por encargo y la aplicación móvil de propio canal. Asimismo se habitó un espacio en la cuenta oficial de Perry en Facebook y se emitió por medio de stream.

## Créditos
Créditos adaptados al programa de Katy Perry: The Prismatic World Tour.
- Russell Thomas: director.
- Katy Perry: artista principal, productora.
- Ross Bernard: productor ejecutivo.
- Valerie Bishop: productor asociado.
- Bradford Cobb: productor.
- Chris Frisina: productor ejecutivo.
- Katherine LeBlond: productor supervisor.
- Woody Thompson: productor ejecutivo.
- Lauren Zucker: productor consultor.
- Kurtis Meyers: montaje.
- Tom Watson: montaje.
- Andrew Rinehart: consultor de postproducción.
- Michèle Spoonley: efectos especiales.
- Joshua Dang: segundo asistente de cámara.
- Baz Halpin: Dirección artística.
- Johnny Byul Lee: personal de producción.
- Direct Management Group: productora.
- Done and Dusted Productions: productora.
- Eyeboogie: productora.
- AEG Live: distribución.
- Epix: distribución.